# Zapatera
Zapatera je název středoamerické sopky, která je zároveň stejnojmenným ostrovem v jezeře Nikaragua. Z územně-správního hlediska spadá pod město Granada ve stejnojmenném departementu. Rozměry ostrova jsou cca 10 x 7 km a plocha 52 km². Na vrchole ostrova se nachází 2 km široká kaldera El Llano, v jejímž středu vyčnívá lávový dóm Cerro el Llano o nadmořské výšce 629 m n. m. Svahy sopky jsou porostlé bujnou tropickou vegetací.

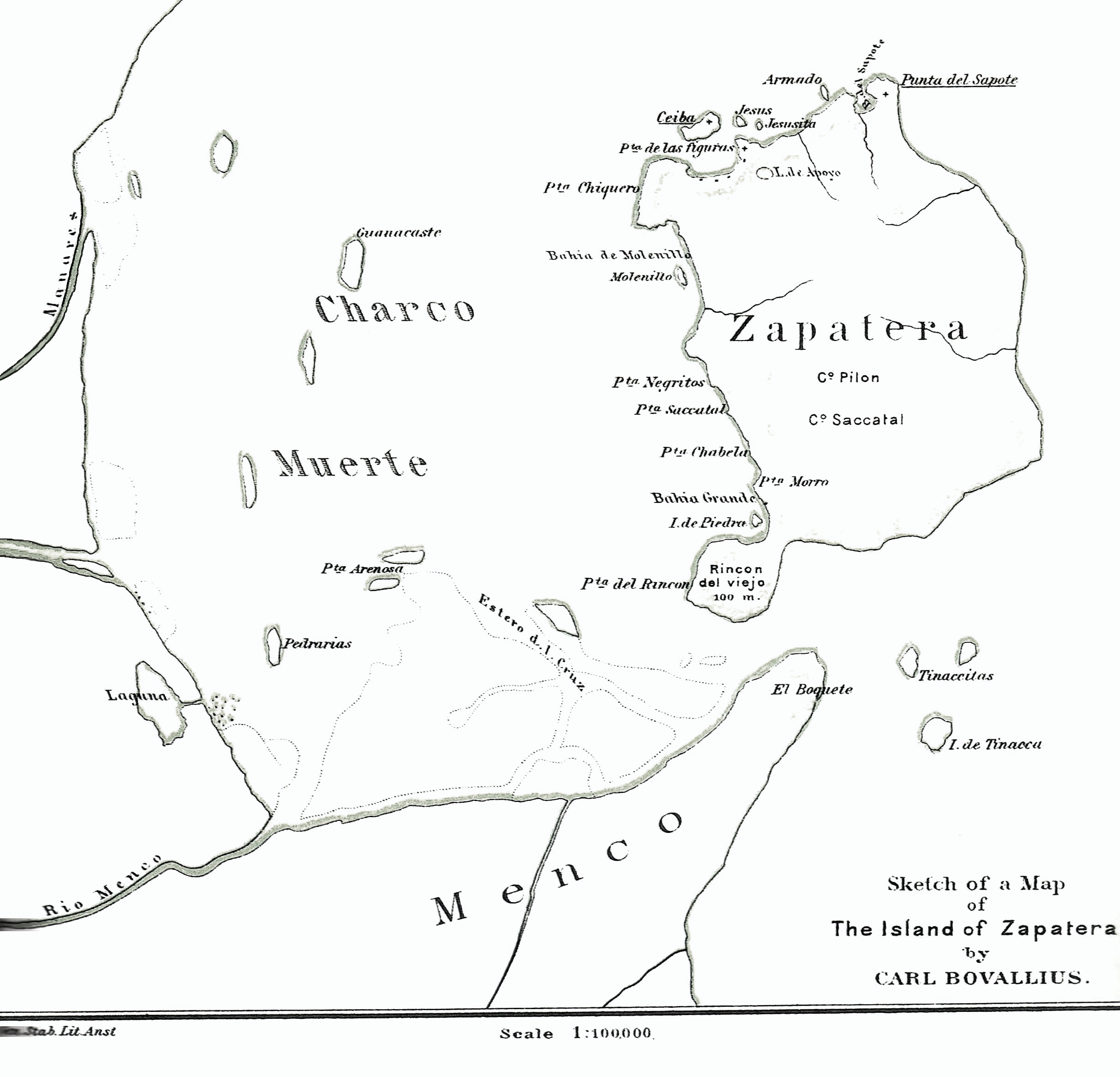
Mapa ostrova Zapatera

Ostrov a přilehlá vodní plocha byl v roce 1983 prohlášen za jeden z nikaragujských národních parků pod názvem „Archipielago Zapatera“ o rozloze 5 227 ha. Jedná se o jeden z významných turistických cílů v Nikaragui.